# Procolonides bruchi
Procolonides bruchi är en skalbaggsart som beskrevs av August Reichensperger 1935. Procolonides bruchi ingår i släktet Procolonides och familjen stumpbaggar. Inga underarter finns listade i Catalogue of Life.